# Gilberto Grácio

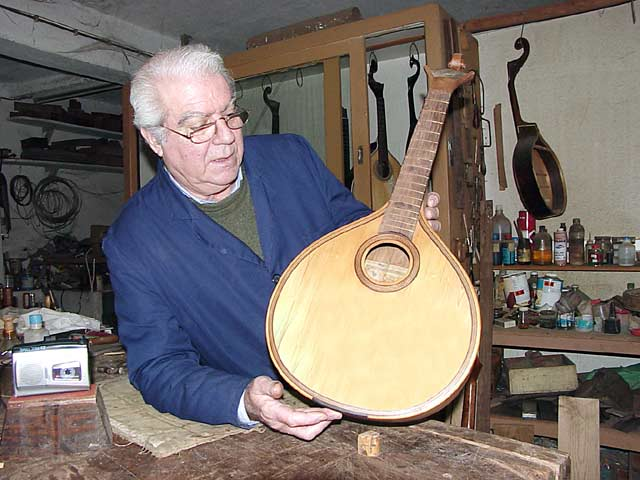

Gilberto Marques Grácio ComM (Lisboa, 12 de maio de 1936 — Lisboa, 1 de novembro de 2021) foi um luthier - violeiro, construtor de guitarras - português.

## Biografia
Filho de João Pedro Grácio Júnior, sobrinho de Kim Grácio e neto de João Pedro Grácio, começou a trabalhar na oficina do pai com apenas doze anos.
Mestre guitarreiro, era herdeiro de uma arte tradicional passada por várias gerações da destacada família Grácio. Foi o último dos Grácios a construir instrumentos musicais, uma vez que seus filhos não quiseram dar continuidade à tradição. Nos últimos tempos dedicou-se a transmitir esta arte em diversos cursos. A Família Grácio é a responsável pelas transformações feitas à Guitarra Portuguesa, em parceria com Artur Paredes, pai de Carlos Paredes, dando deste modo origem à estandardização da Guitarra Portuguesa de Coimbra. Construiu o seu primeiro instrumento, uma viola, com 17 anos.
Tinha a sua oficina em Agualva-Cacém, Sintra, onde, para além das guitarras portuguesas de Lisboa e Coimbra, também construiu outros instrumentos como bandolins e violas. A sua oficina, outrora espaço onde se encontravam também os seus clientes e amigos, e se realizavam tertúlias quase sempre em torno de assuntos relacionados com a música e o fado, do qual é grande apreciador, continuou a funcionar, muito embora coordenasse o Atelier de Construção de Instrumentos musicais de corda (AIMC) em Carnaxide, supervisionando a construção de guitarras portuguesas, feita agora pelos seus dois assistentes, aos quais legou o seu saber.
Entre os seus clientes e amigos, contavam-se nomes tão importantes como os de Carlos Paredes, Fernando Alvim, Jorge Tuna, Octávio Sérgio, Nuno Guimarães, António Chaínho, Jimmy Page, Luís Guerreiro, Takashi Yuasa, Rui Veloso, Fausto Bordalo Dias, Paco Bandeira, Paulo de Carvalho e Sérgio Godinho.
Concebeu e construiu o guitolão, em junho de 2005, numa parceria com Carlos Paredes. 
Morreu a 1 de novembro de 2021, num hospital de Lisboa, onde se encontrava internado.

## Reconhecimento
A 5 de outubro de 2002, foi agraciado com o grau de Comendador da Ordem do Mérito.
Foi uma das 50 figuras do fado e da guitarra portuguesa homenageadas, em 2012, aquando da celebração do primeiro aniversário do fado enquanto Património Imaterial da Humanidade, tendo nessa altura recebido a Medalha Municipal de Mérito (Grau Ouro), da cidade de Lisboa. 
Aquando da inauguração da Oficina de Construção da Guitarra Portuguesa, em 2019, foi também inaugurada uma sala com o seu nome no Museu do Fado em Lisboa.

Era Sócio de Mérito da Associação Portuguesa dos Amigos do Fado.

## Ligações Externas
- Atelier de Construção de Instrumentos Musicais de Corda (AIMC)
- Fotos do Guitolão
- Site Guitarra Portuguesa